# Trichiusa virginica
Trichiusa virginica är en skalbaggsart som beskrevs av Thomas Casey 1906. Trichiusa virginica ingår i släktet Trichiusa och familjen kortvingar. Inga underarter finns listade i Catalogue of Life.